# Ján Ďurica

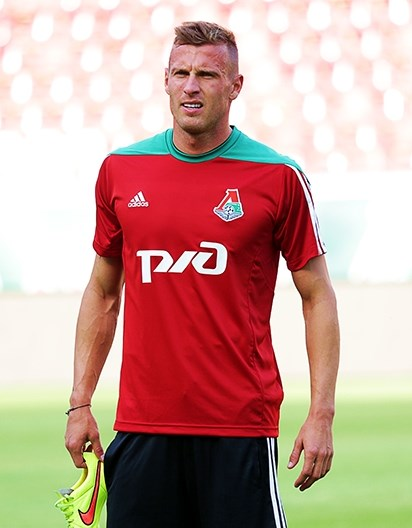

Ján Ďurica, född 10 december 1981, är en slovakisk före detta fotbollsspelare som senast spelade för FK Dukla Prag samt för Slovakiens fotbollslandslag. 
På landslagsnivå har Ďurica spelat 62 matcher för Slovakiens landslag. Han flyttade till FC Saturn Moscow Oblast efter en framgångsrik Uefa Champions League-kampanj med FC Artmedia Bratislava. Ďurica spelade mittback. Han gjorde två egna mål i kvalet till Fotbolls-EM 2008. Den 31 januari 2009 skrev Ďurica på ett 3-årskontrakt med FC Lokomotiv Moskva.